# Kloster St. Martin (Zürich)

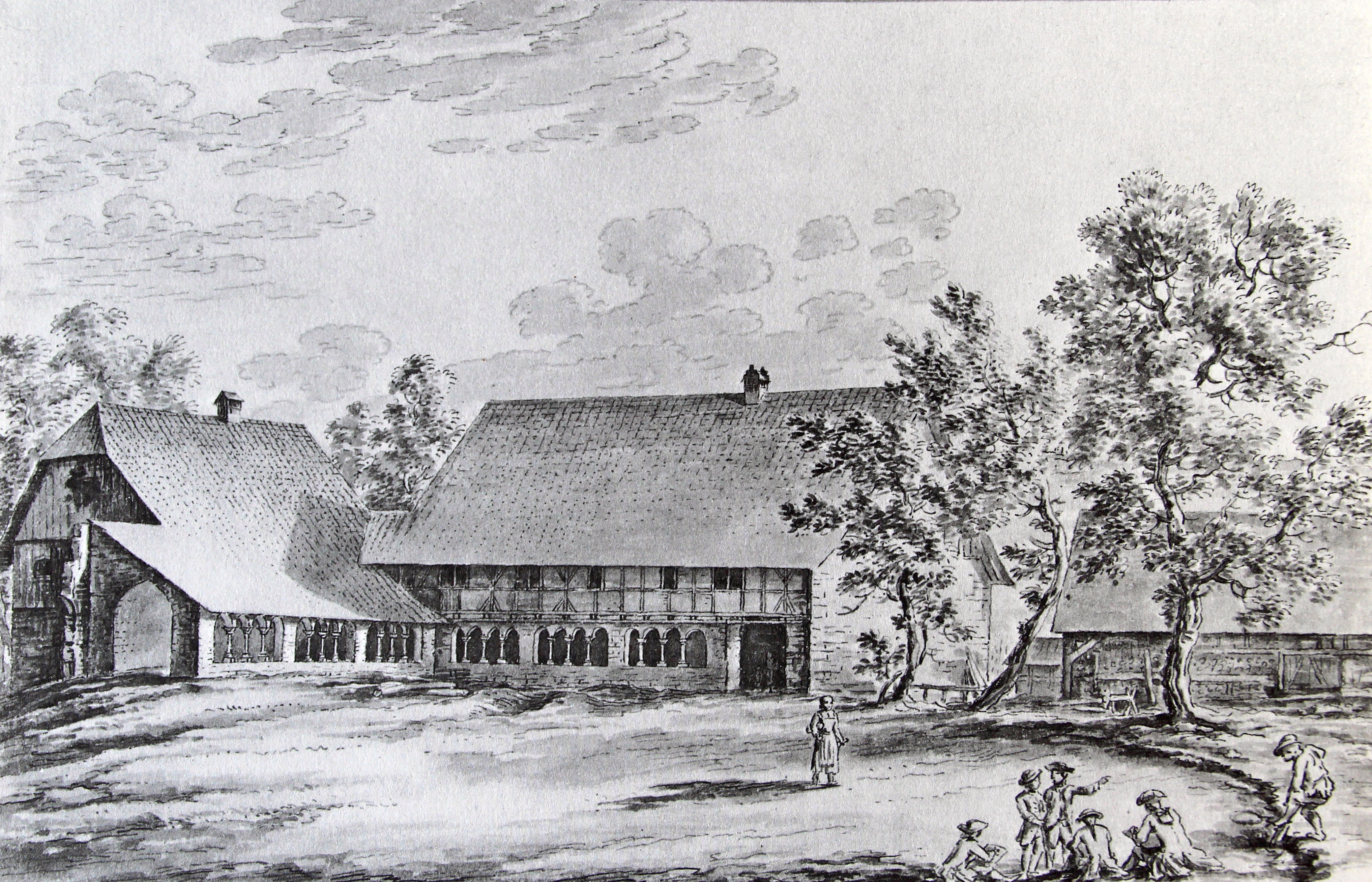
Der ehemalige östliche und südliche Flügel des Kreuzgangs um 1780

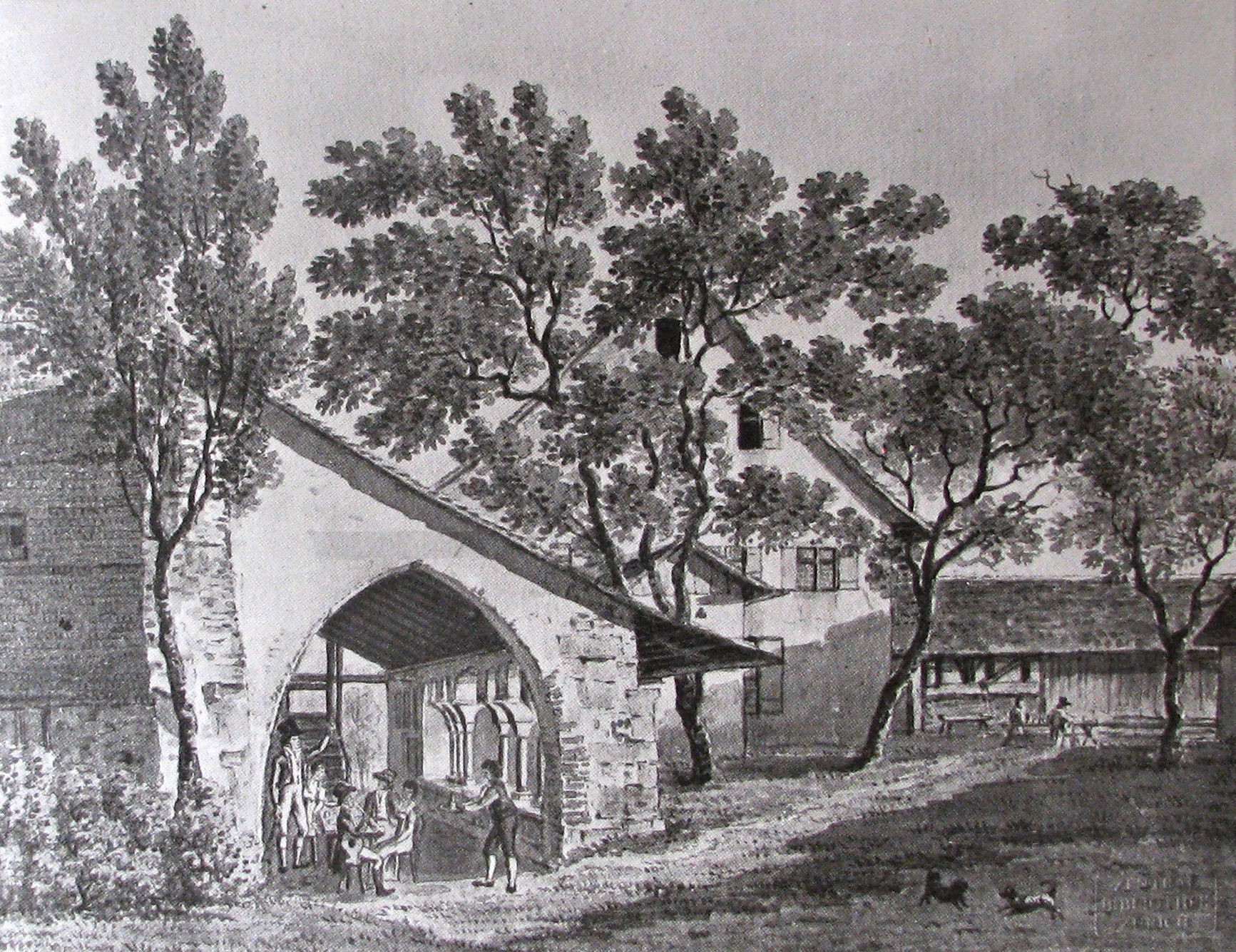
Ostflügel des Kreuzgangs und «Lehenhaus» um 1810

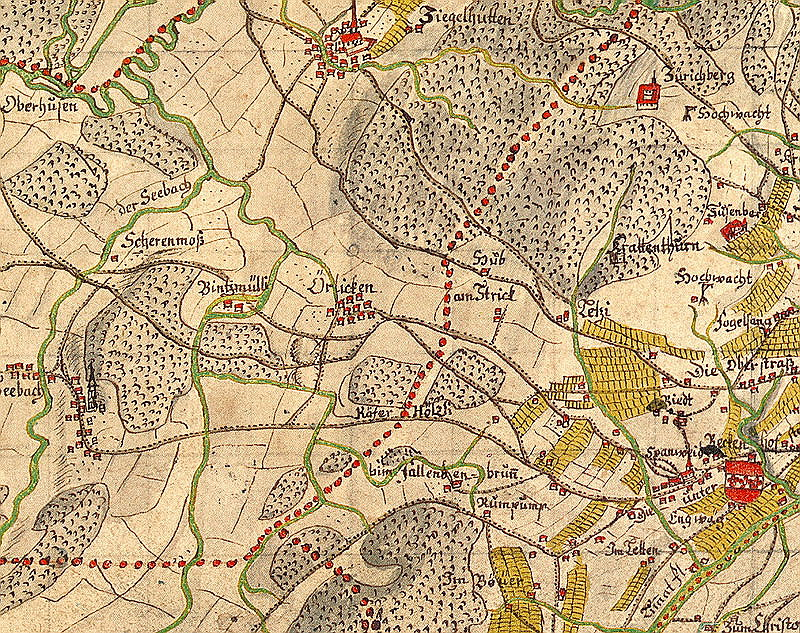
Die Abtei (rechts oben) auf Hans Conrad Gygers «Gygerplan» von 1667

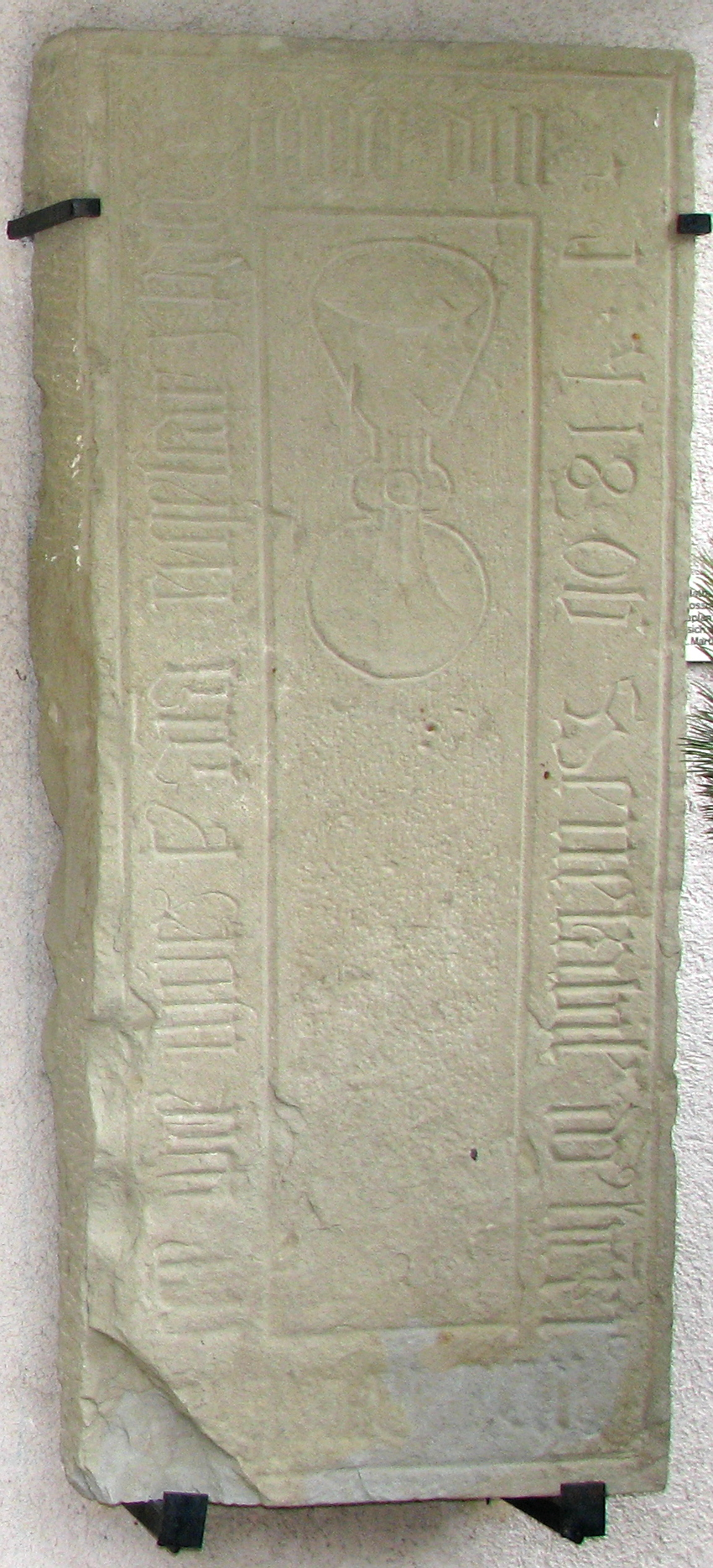
Grabplatte des Kaplans Heinrich Mahler

Das Kloster St. Martin (oft als Kloster auf dem Zürichberg bezeichnet) ist im Jahr 1127 als Niederlassung regulierter Augustiner-Chorherren entstanden. St. Martin wurde 1523 oder 1525 im Zuge der Reformation aufgelöst. Heute erinnern verschiedene Flurbezeichnungen und das Restaurant «Altes Klösterli» an den einstigen Standort der Abtei im Quartier Fluntern der Schweizer Stadt Zürich. Die Kirche St. Martin führt das Patrozinium des Klosters nach 460-jährigem Unterbruch fort.

## Geschichte

### Gründung
Vom Kloster Rottenbuch ausgehend, entstand gegen Ende des 11. Jahrhunderts im Herzogtum Schwaben eine Bewegung, welche von den Klerikern unter Berufung auf Augustinus von Hippo die Rückkehr zum einfachen klösterlichen Leben forderte; dazu gehörte auch der Verzicht auf persönlichen Besitz. Diese Gedanken beschäftigten auch einen begüterten Bürger in Zürich: «Am 18. Februar 1127 stiftete der edle Herr Rudolf von Fluntern gemeinsam mit seiner Gemahlin Lieba, seiner Tochter Berchta und deren Söhnen Rudolf und Rüdiger ein Stück Waldland auf dem Zürichberg, auf dass dort ein Kloster gebaut werde» zu Ehren der Stadtheiligen Felix und Regula. Zum Kloster St. Martin gehörten einige umliegende Äcker, Wiesen und Wasserläufe (unter anderem der Sagentobelbach) sowie ein vom Grossmünster erworbener Wald auf dem Zürichberg-Adlisberg.
Im Jahr 1142 erscheint das Kloster St. Martin als eine Martin von Tours geweihte Abtei. Die Kirchweihe erfolgte 1154 durch Bischof Hermann I. von Konstanz. Im gleichen Jahr wurde es von Papst Anastasius IV. in seinen Schutz genommen. Am 9. Februar 1158 nahm Kaiser Friedrich Barbarossa das Kloster seinerseits in Schirm und bestätigte dessen Besitzungen, darunter Nänikon (das Kloster Selnau besass hier das «Stollengut») und Opfikon (Offinchon) sowie dessen heutigen Ortsteil Oberhausen (Obrenhusen). Aus König Albrechts Urbar (um 1305) lässt sich entnehmen: Ze Opphinkon lit ein guot, das des gotzhus von Zurichberg eigen ist; das giltet ze vogtrecht 2 viertel kernen und 2 viertel habern. Es git jederman ein vasnachthuon… Das Grundeigentum in Opfikon – es handelte sich um einen grossen Hof – blieb bis zur Aufhebung der geistlichen Stifte in der Reformationszeit im Besitz des Martinsklosters. Am 24. Februar 1167 tauschten Propst Gebezo und die Brüder auf dem Zürichberg ihr Gut in Oberhausen gegen eine Hube am Adlisberg.
Oberglatt wird erstmals im Jahr 1153 im Zusammenhang mit Grundbesitz des Klosters St. Martin erwähnt, ebenso Bassersdorf (Bazzelstorff) und Wallisellen (Walasseldon) in einer Schenkungsurkunde des Edlen Gerung vom 15. November 1155 an die Abtei. Im gleichen Jahr wirkten Heinricus de Boumstedin, nobilis vir und Conradus von Bonstetten bei einer Schenkung an St. Martin mit. In die gleiche Zeit fällt die älteste Urkunde mit der Nennung von Birchwil (Nürensdorf), mit der Bischof Hermann von Konstanz eine Schenkung eines Grundstücks in «Byrchenwilare» von Rudolf und Lieba beurkundet. Die Familie Mülner wird bis 1172 in drei Urkunden in Zusammenhang mit der Abtei genannt. In die Zeit um 1172 fielen auch Schenkungen von weiteren Gönnern in der Umgebung von Dietlikon (Dietellikon).

### Blütezeit
Im 12. und 13. Jahrhundert erwarb das Kloster weitere Güter und Wälder und schuf einen geschlossenen Waldkomplex. Bereits in der ersten Fassung des Richtebriefs (um 1250) hatten Rat und Burger mehreren Klöstern – St. Blasien, Oetenbach, Selnau und St. Martin – sowie dem Spital mit dem Siechenhaus St. Jakob an der Sihl Privilegien zugesprochen, unter anderem vor den Stadttoren Korndarren zu errichten, um eine ausreichende Versorgung der Stadtbevölkerung mit Getreide aus den kirchlichen Zehnteinkünften sicherzustellen. Der Klerus wurde von der Leistung des sogenannten Kornimmis bei der Einfuhr in die Stadt befreit, wenn er das Getreide direkt an die Bürger verkaufte und ane nider lan (ohne Zwischenlagerung) in das Haus der Käufer lieferte.
Für die Jahre nach 1292 ist eine Weisung des Konstanzer Bischofs Rudolf belegt, der das Kirchweihfest vom ersten Maisonntag «da die angenehme Luft zu ungebundenem Genuss reizte» auf den Tag nach St. Martin (12. November) verschieben liess, um «unbotmässiges Treiben» zu unterbinden – so wie es sein Vorgänger bereits dem Kloster Rüti befohlen hatte.
Im Jahr 1320 wurde der Verkauf des Hofes «Küchelers Höri» an die Freifrau Anna von Tengen und für 1475 der «Tobelhof» bei Gockhausen (unterhalb der Ruine Dübelstein) im Besitz des Stifts beurkundet. 1478 tauschten das Johanniterhaus Küsnacht und das Kloster St. Martin die Kirchensätze von Dübendorf und Egg untereinander aus. Niclaus Münch vergab eine Liegenschaft in Kilchberg nach seinem Tode den Chorherren auf dem Zürichberg.
Spätestens um das Jahr 1473 begann die Stadt Zürich, ähnlich wie beim Kloster Kappel, zunehmend die Handlungsfreiheit des Klosters zu beschränken, indem für grössere Verkäufe von Klostergut die Zustimmung des Rats von Zürich eingeholt werden musste. Die Kastvogtei war dem Rat von den Ordensobern, den Chorherren von Windesheim, übertragen worden. Mit dieser Massnahme sollte verhindert werden, dass durch Veräusserungen des Klosterguts eine momentane Notlage überbrückt respektive dadurch der Grundbesitz des Klosters allmählich aufgezehrt wurde. In seinen Erwerbungen war das Kloster nicht beschränkt, ebenso wenig im Abschluss von Erblehensverträgen.
Namentlich bekannte Stadtzürcher Pfleger sind Niklaus Hemmerli (1407), Hans Meyer (1443), Rüdiger Studer und Conrat von Cham (1448–1454), Alt-Bürgermeister Johannes Keller und Rüdiger Studler (1460), Felix Keller d. Ä. und Johannes von Wil (1475–1487) sowie Hans Keller für das Jahr 1515. Für das Jahr 1489 belegt sind Hans Keller und Lazarus Göldli, Mitglied des berüchtigten Hörneren Rats und einer der Mitbeteiligten am Sturz von Bürgermeister Hans Waldmann.

### Auflösung
Die von den Zürchern Bürgern geschätzte Abtei wurde infolge der Reformation im Jahr 1523 oder 1525 aufgelöst. Güter und Einkünfte von St. Martin gingen zunächst an die Verwaltung des «Zürichbergamtes», später in Privatbesitz über.
Die Bibliothek von St. Martin auf dem Zürichberg ist die heute am besten dokumentierbare geistliche Bibliothek Zürichs aus dem Mittelalter ausserhalb des Grossmünsters. Es sind etwa 70 Bände (sechs Handschriften und über 60 Inkunabel- und Frühdruckbände, meist noch in ihren spätgotischen Einbänden) bekannt, etwa 100 bibliographische Einheiten enthaltend. Die Bücher wurden um 1554 in die reformierte Stiftsbibliothek am Grossmünster aufgenommen und werden heute in der Zentralbibliothek Zürich aufbewahrt (Handschriftenabteilung bzw. Abteilung für alte Drucke und Rara).

## Das Kloster und seine Bewohner
Die Mönche der Propstei betrieben Milch- und Forstwirtschaft sowie Weinbau. Die Bräuche des im Jahr 1089 gegründeten Stifts Marbach wurden massgebend für das Leben in der Abtei St. Martin. 1117/19 hatte sich der Orden der Augustiner-Chorherren in eine gemässigte (Lat. ordo antiquus) und eine härtere Lebensweise (ordo novus) mit Handarbeit und strengem Fasten gespaltet. Institutionell waren die Gründungen der Augustiner in der Schweiz selbstständige Klöster unter bischöflicher Jurisdiktion. Die Kongregation von Windesheim bei Zwolle (Niederlande) brachte um das Jahr 1472 für St. Martin eine zentralistische Erneuerung (Brüder vom gemeinsamen Leben), welcher in der Schweiz die Stifte St. Leonhard, St. Martin in Rheinfelden und Beerenberg bei Winterthur angehörten.
1264 werden neben dem Propst ein Priester und zwei Laienbrüder genannt, 1305 zwei Chorherren. Für die Jahre 1472–1475 ist Thüring Schmid († 1475) als einer der Chorherren überliefert. Pröpste waren Vertreter niederen Adels, zum Beispiel Angehörige der Familie von Klingenberg oder aus bürgerlichen Geschlechtern. Die fünf letzten Bewohner sollen nach der Säkularisation der Abtei den Übergang an den Stadtstaat Zürich ohne grosse Schwierigkeiten erlebt haben.

## Gebäude

Rekonstruktionsversuch der Klosteranlage aufgrund der Ausgrabungsergebnisse von 1893/1973, Ansicht von Nord-Osten.

Die ältesten Klostergebäude befanden sich möglicherweise 500 Meter nordwestlich des späteren Standorts des Stifts, bei der einstigen «Liebakapelle», vermutlich benannt nach der Gemahlin des Stifters. Um das Jahr 1150 entstanden die romanische Klosterkirche, der südlich davon anlehnende Kreuzgang und die steinernen Gebäude des Konvents.
Vermutlich erfolgte der Abriss der meisten Klostergebäude um das Jahr 1540, als Steine und zwei Glocken mit Ochsenkarren nach Regensberg transportiert wurden, um das abgebrannte Städtchen und seine Kirche wieder aufzubauen. 1778 standen nur noch der östliche und südliche Flügel des einstigen gotischen Kreuzgangs. Die letzten Reste verschwanden um 1796, als anstelle des Südflügels ein Bauernhaus beziehungsweise das sogenannte «Lehenhaus» – das heutige Restaurant «Altes Klösterli» – gebaut wurde. In der Beschreibung des Zürichberg-Zehntens wird die vermutlich klostereigene Sägerei im «Sagentobel» nach Stettbach (Dübendorf) erwähnt. Mitte des 19. Jahrhunderts sollen noch eichene Pfähle als Überreste des ehemaligen Gebäudes zu erkennen gewesen sein.
Ausgrabungen auf dem ehemaligen Klostergelände erfolgten 1893 durch den Zürcher Altertumsforscher Heinrich Zeller-Werdmüller. Im Rahmen einer Gebäudeerweiterung und Asphaltierung des Geländes um den Restaurationsbetrieb führte das Büro für Archäologie der Stadt Zürich 1973 eine Rettungsgrabung durch. Die Grundrisse der Klosterkirche und Nebengebäude wurden erfasst und einige Fundstücke sichergestellt.

## Bilder

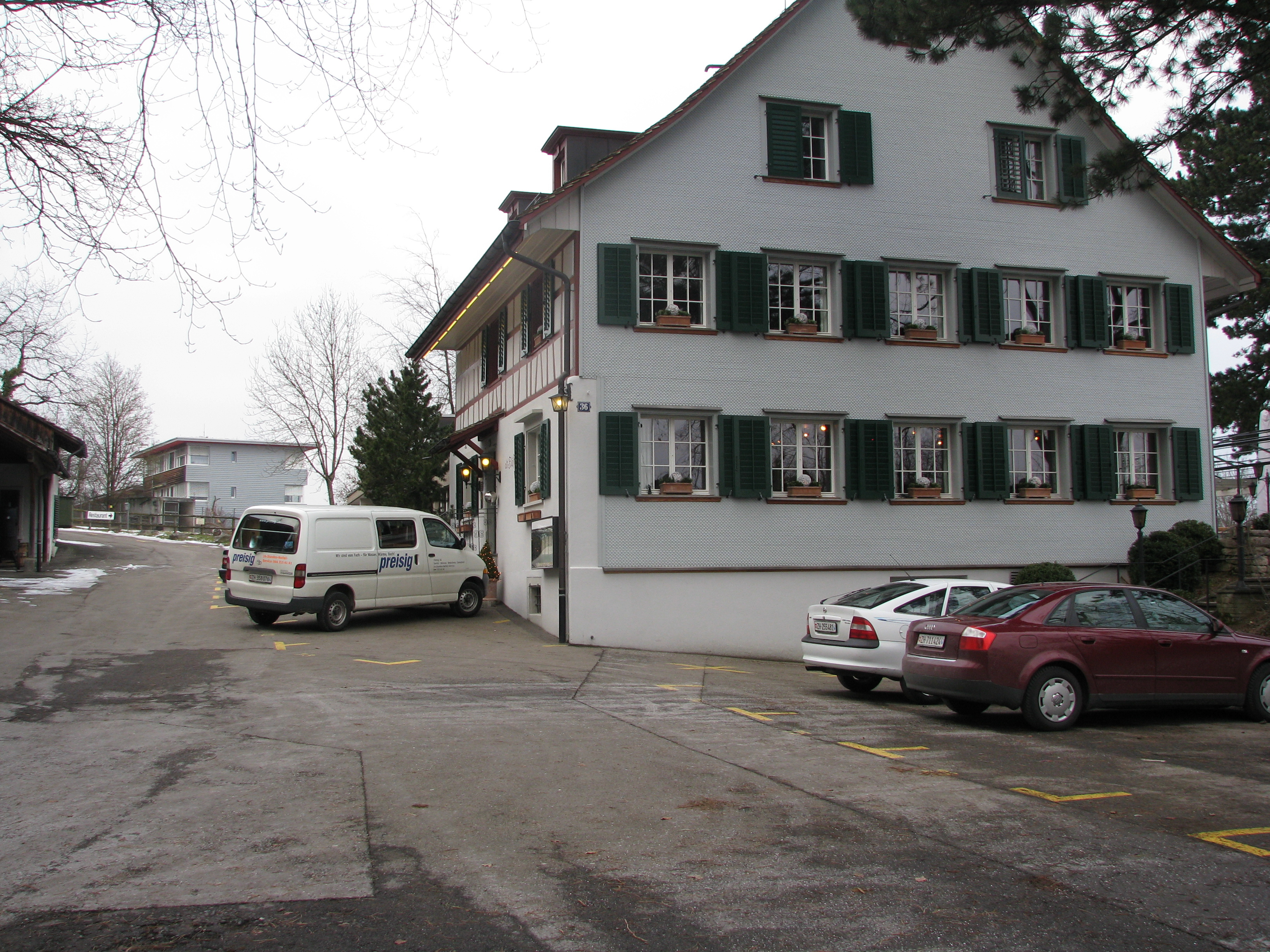
Restaurant «Altes Klösterli» von Süden (2009)
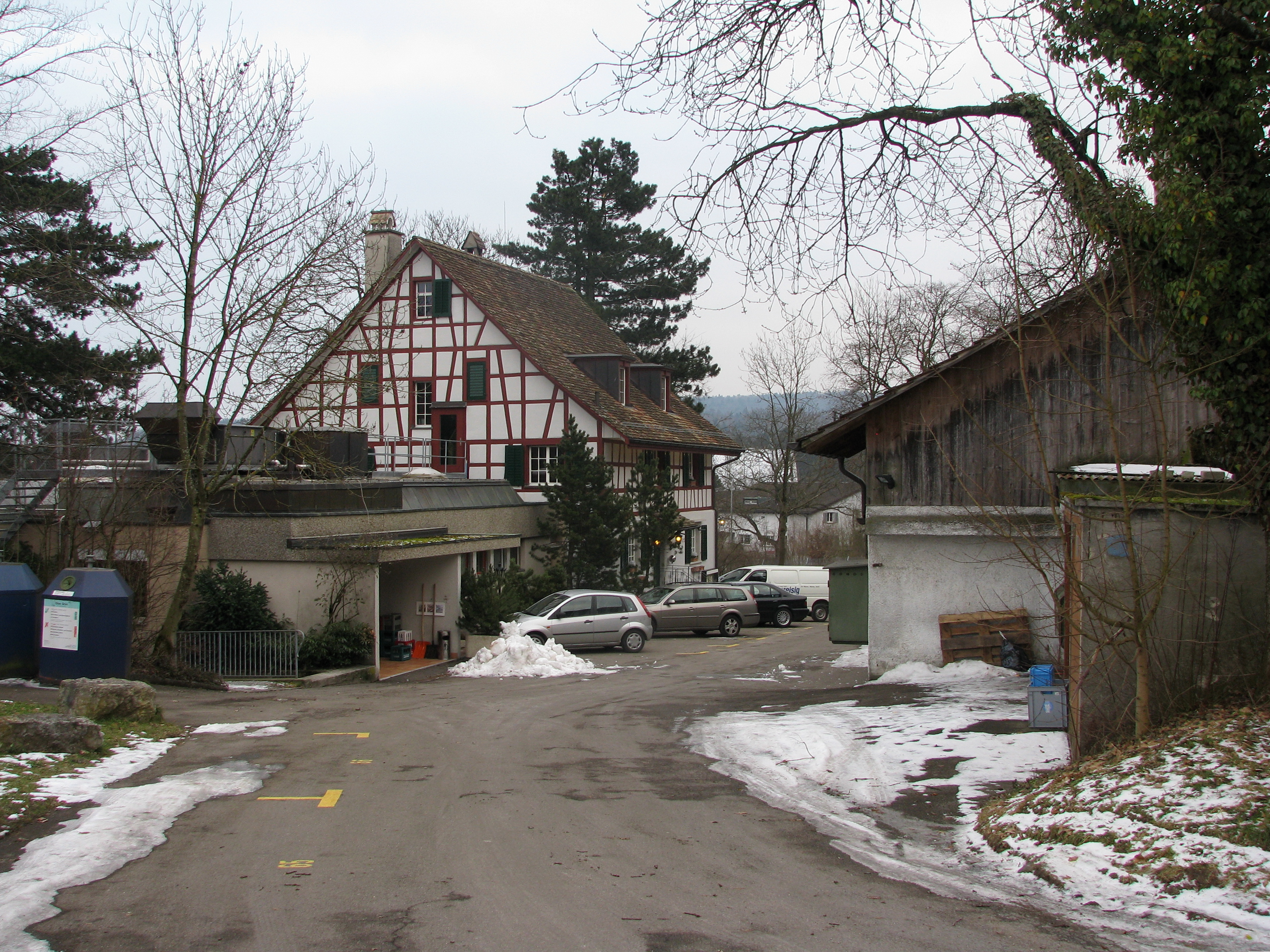
«Altes Klösterli» und Nebengebäude von Norden: Die ehemalige Klosterkirche lag vor dem heutigen Hauptgebäude.
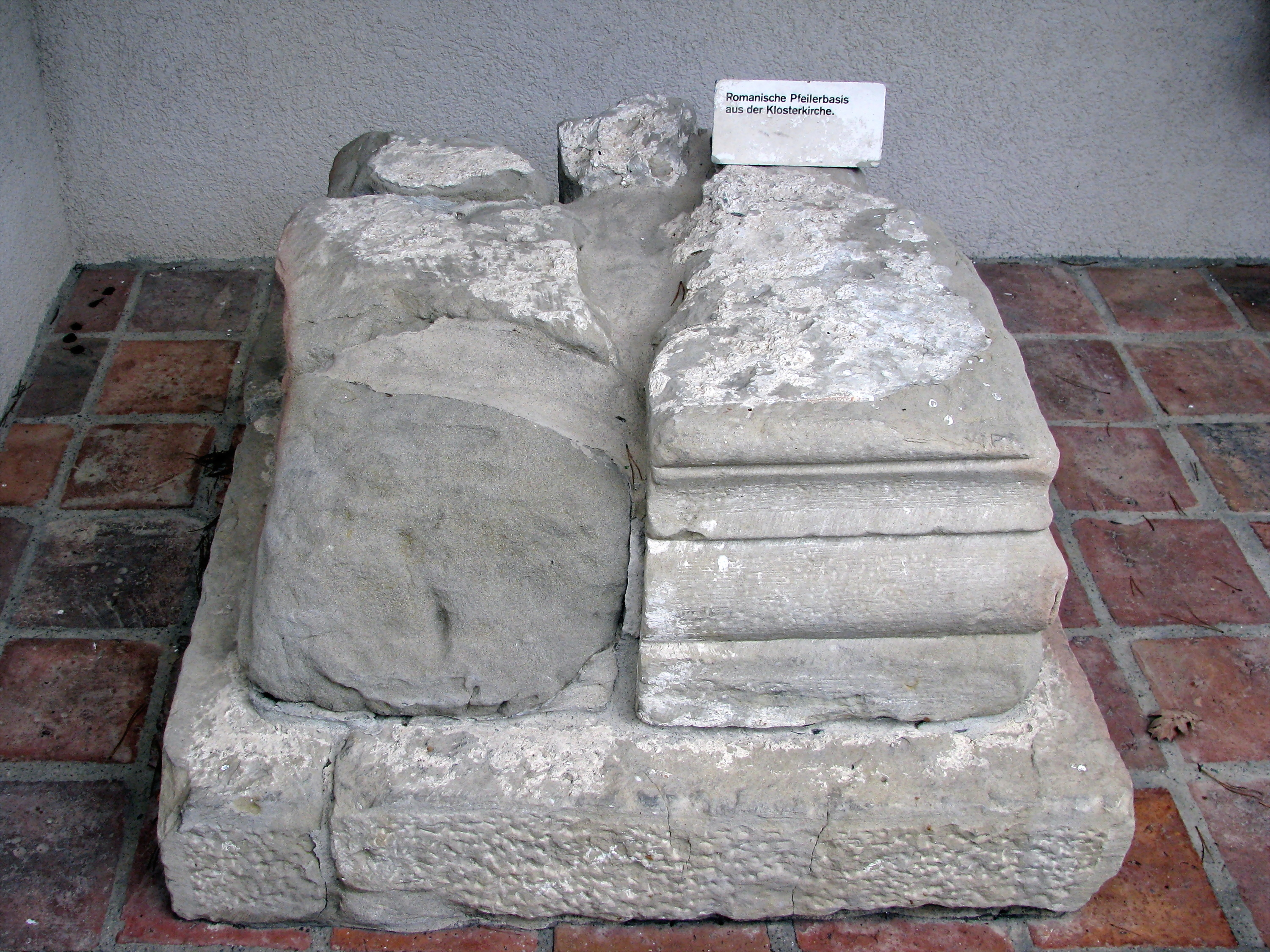
Romanische Basis aus der Klosterkirche
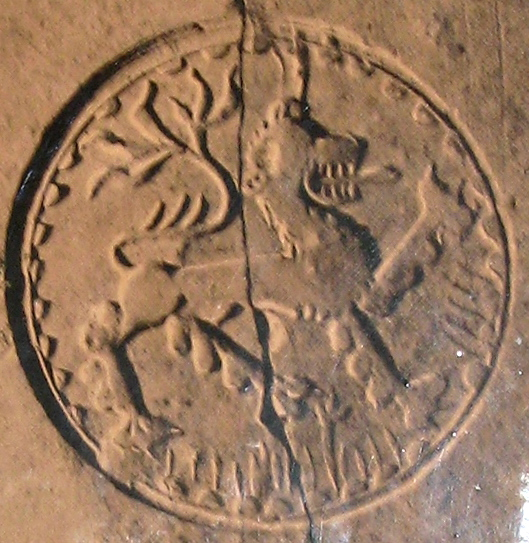
Tonplatte aus der Klosterkirche, zweite Hälfte 15. Jh.